# Dietersheim
Dietersheim – miejscowość i gmina w Niemczech, w kraju związkowym Bawaria, w rejencji Środkowa Frankonia, w regionie Westmittelfranken, w powiecie Neustadt an der Aisch-Bad Windsheim. Leży około 5 km na południowy zachód od Neustadt an der Aisch, nad rzeką Aisch, przy drodze B470 i linii kolejowej Neustadt an der Aisch - Gallmersgarten - Würzburg.

## Dzielnice
W skład gminy wchodzą następujące dzielnice: 
| - Altheim - Beerbach - Dietersheim - Dottenheim | - Hausenhof - Oberroßbach - Unterroßbach - Walddachsbach |

## Historia
Gmina w obecnym kształcie funkcjonuje od 1972, gdy w wyniku reformy administracyjnej połączono gminy Dietersheim i Beerbach.